# Arthur Clinton
Arthur Pelham-Clinton (23 juin 1840 - 18 juin 1870), plus connu sous le nom d'Arthur Clinton, était un politicien anglais membre du Parti libéral. Député durant trois ans, il fut mêlé de très près au scandale homosexuel impliquant les travestis Thomas Boulton et Frederick Park.

## Biographie

### Jeunesse et formation
Arthur Clinton est le fils de Henry Pelham-Clinton, cinquième duc de Newcastle, et de Susan Harriet Catherine Hamilton. Il nait à Christchurch en Nouvelle-Zélande. Sa fratrie compte deux garçons et trois filles dont Susan Vane-Tempest qui deviendra la maitresse du prince de Galles (futur Édouard VII) en 1864.
Les parents de Clinton divorcent en 1850 après que Susan se soit enfuie avec son amant, Horatio Walpole, dont elle aura un fils illégitime. En 1860, elle se remarie avec le belge Jean Alexis Opdebeck.
Arthur Clinton commence ses études à Woodcote School avant d'entrer au collège d'Eton. En 1854, il intègre la Royal Navy et participe à la guerre de Crimée. Il poursuit sa carrière dans la marine et assiste, trois ans plus tard, à la révolte des cipayes. Il est promu lieutenant en 1861. En 1863, il est affecté sur le HMS Revenge. Un an plus tard, en novembre 1864, son frère Albert est jugé pour désertion par une cour martiale à bord du HMS Victory stationné à Portsmouth. Il est radié de la Royal Navy, ce qui sera notamment relégué par le Times.

### Carrière politique
En juillet 1865, Arthur Clinton est élu député de Newark, succédant ainsi à son frère Henry Pelham-Clinton, sixième duc de Newcastle. Accumulant les dettes, il se retrouve en faillite le 12 novembre 1868 et doit démissionner. Edward Denison lui succède.

### Scandale Boulton-Park
, En 1870, Arthur Clinton vit avec Thomas Boulton qui, habillé en fille par sa mère dès son plus jeune âge, est alors plus connu sous le nom de Stella. Ce dernier, officier de marine, finit par être radié de la Royal Navy en avril de cette même année.
Thomas Boulton apparait régulièrement en public vêtu de vêtements féminins avec son ami Frederick Park (Fanny), ce qui est alors considéré comme un délit. Le 28 avril 1870, il est arrêté avec son compagnon et accusé « d'avoir conspiré et incité d'autres personnes à commettre un acte contre-nature ».
Le 18 juin 1870, Clinton meurt subitement à l'âge de 29 ans, ce qui est relégué par les médias comme étant les conséquences d'une scarlatine. Il devait en fait témoigner le jour même dans le cadre du procès Boulton-Park et se serait probablement suicidé. Parallèlement, il aurait usé de ses relations, et notamment de son parrain William Ewart Gladstone, pour fuir à l'étranger. Certains historiens évoquent, sans preuve, le fait que Clinton ait bien vécu à l'étranger et ne soit pas mort en juin 1870. Boulton et Park, eux, finirent par être acquittés.
En février 1882, un travesti du nom de Mary Jane Furneaux est arrêté pour avoir reçu de fortes sommes d'argent sans prétexte valable. L'homme en question vit alors à Birmingham et prétend être Arthur Clinton. Il explique en outre que la théorie du suicide est fausse et a été inventée par la famille Clinton pour éviter la disgrâce. Il est alors constaté que Furneaux usurpe régulièrement l'identité d'Arthur Clinton et s'habille en femme soi-disant pour échapper aux regards des badauds à la suite du fort retentissement du scandale Boulton-Park. Celui-ci est condamné à sept ans de prison.